# Erzählt es euren Kindern
Erzählt es Euren Kindern... Der Holocaust in Europa ist ein Lehrbuch über den Holocaust, geschrieben von Stéphane Bruchfeld und Paul A. Levine.
Das Buch erzählt Geschichten über Kinder; doch es richtet sich in erster Linie an Erwachsene. Das Lehrbuch wird in mehr als zwanzig Ländern verwendet, um über das dunkelste Ereignis im modernen Europa aufzuklären.
Das Buch wurde von den Historikern Robert Bohn und von Uwe Danker ins Deutsche übersetzt.

## Publikationsgeschichte
Das erstmals 1998 von der schwedischen Regierung veröffentlichte Buch wurde im Rahmen einer landesweiten Aufklärungskampagne in Auftrag gegeben, um schwedische Bürger über den Holocaust aufzuklären. Das Buch war das erste große Projekt, das 1997 vom ehemaligen schwedischen Ministerpräsidenten Göran Persson initiiert wurde. Während einer Parlamentsdebatte im Juni 1997 initiierte Ministerpräsident Göran Persson eine Informationskampagne über den Holocaust – was wirklich geschah und welche Werte und Werte Einstellungen führten zur Katastrophe. Das Projekt erhielt den Namen „Living History“.
Das Buch wurde auch in diese Sprachen übersetzt: Englisch, Finnisch, Dänisch, Norwegisch, Französisch, Deutsch, Ukrainisch, Kroatisch, Estnisch, Lettisch (und Russisch für die lettische Regierung), Japanisch, Spanisch, „Serbokroatisch“, Türkisch, Farsi, Kurdisch & Arabisch und Russisch.

## Inhalt
Der Titel des Buches basiert auf einem Zitat aus der Bibel, Buch Joel 1:2-3. Der Titel verrät den Zweck, Eltern dabei zu helfen, mit ihren Kindern ein sehr kompliziertes und schwieriges historisches Thema zu besprechen. Dieses Buch präsentiert Fakten über den Holocaust und versucht zu erklären, wie das Unvorstellbare Wirklichkeit wurde. Das Buch ist nicht streng chronologisch: es ist sowohl chronologisch als auch thematisch. Über Jahrzehnte wurde das Buch in vielen Ländern verwendet, am häufigsten von Lehrern und Schülern von der Mittelschule bis hin zu Seminaren zur Holocaust-Geschichte und Genozid-Studien.